# 杉浦三六
杉浦 三六（すぎうら みつむ、1954年7月7日 - 2014年4月）は、日本のプロ野球選手（南海ホークスの投手）、会社役員。
俳優の杉浦太陽、ギタリストの杉浦タカオ（杉浦太雄）は息子。歌手、タレントの辻希美は義娘（太陽の妻）、希空（太陽の娘）は孫に当たる。

## 来歴
広島県の広陵高校出身、1971年に南海ホークスの入団テストを受けるも不合格。翌1972年に再び南海の入団テストを受け、合格。同年のドラフト外で入団。
引退後は、不動産ブローカー・広告代理店業務など職を転々とした。中国工業取締役をつとめる。1981年に太陽が、1983年に太雄が誕生する。1993年に病院乗っ取りを企てたとして詐欺罪で逮捕された。1994年には妻と離婚。
2014年4月に入院先の病院で死去。享年59歳。長年、肝臓を患っていたという。太陽は父の死に際し相続放棄をし、「親父なので悲しいです」と言葉少なに追悼コメントを出した。

## 人物
自身が借金していた暴力団との関係が絶える事はなく、2011年には太陽の所属事務所「スカイコーポレーション」に指定暴力団山口組系組員の男（57歳）が乗り込み暴動事件が起きている。男は「杉浦太陽の父親に金を貸している。居場所を教えろ」などと要求、応対した事務所社長と口論となり、社長が110番するために席を外している間にガラス戸を割り、器物損壊の現行犯で逮捕された。
一方で関西芸能人との関係が深く、阪神監督時代に設立された星野仙一の私設後援会「虎仙会」のパーティーに出席する関係の他、やしきたかじんが「太陽の父（三六の事）とは飲み友達」と公言したり、太平サブローのコンサートにゲスト出演しただけでなく、サブローが杉浦を異常に褒めまくる記事を書くなど厚遇されていた。

## 詳細情報

### 年度別投手成績
- 一軍公式戦出場なし

### 背番号
- 54 （1973年）